# Parti paysan unifié (Serbie)
Pour les articles homonymes, voir Parti paysan unifié.
Le Parti paysan unifié (en serbe : Уједињена сељачка странка et Ujedinjena seljačka stranka) est un parti politique serbe. Il a été créé en 2000 et il est dirigé par Milija Miletić.
Lors de l'élection présidentielle serbe de 2008, le Parti paysan unifié et le Parti national paysan ont formé une coalition. Au premier tour, elle a soutenu le candidat Marijan Rističević, qui, avec 18 500 voix, a remporté 0,45 % des suffrages.